# Manuel Gómez-Moreno
Pour les articles homonymes, voir Gómez.
Manuel Gómez-Moreno, né le 21 février 1870 à Grenade en Espagne et mort le 17 juin 1970 à Madrid, est un archéologue, historien de l'art et écrivain espagnol.

## Biographie
Manuel naît le 21 février 1870 à Grenade, fils de Manuel Gómez-Moreno González, peintre et professeur.
Il est conseiller du ministre de l'Instruction publique de 1923 à 1930, année où celui-ci le nomme directeur général des Beaux-arts.
En juin 1936, il est nommé président du Conseil supérieur du Trésor artistique, chargé du catalogage et de la conservation du patrimoine artistique et pendant la guerre civile espagnole, il est conseiller au Conseil de saisie et de protection du patrimoine artistique (es). 

## Distinctions

### Décorations
- Grand-croix de l'ordre d'Isabelle la Catholique

### Titres honorifiques
- Docteur honoris causa de l'université de la République (Montevideo)
- Docteur honoris causa de l'université d'Oxford (1941)
- Docteur honoris causa de l'université de Glasgow ([1951)
- Docteur honoris causa de université de Grenade (1970]

### Membre d'académies
- Membre de l'Académie royale d'histoire (Espagne)
- Membre de l'Académie royale des beaux-arts de San Fernando (1931)
- Membre de l'Académie royale espagnole (1942)

## Œuvre
- De epigrafía ibérica: El plomo de Alcoy. en: Revista de Filología Española, Madrid, tomo IX, p. 342-366. 1922
- Sobre los iberos y su lengua. en: Homenaje a Menéndez Pidal, III. Madrid, p. 475-499. 1925
- La novela de España. Madrid. 1928.
- La escultura del Renacimiento en España. Barcelona, editorial Firenze. 1931.
- El arte románico español. Madrid. 1934.
- Las lenguas hispánicas. Discurso de recepción en la Academia española el 28 de junio 1942.
- El Panteón Real de las Huelgas de Burgos. Instituto Diego Velázquez. Consejo Superior de Investigaciones Científicas. Madrid. 1946.
- Adán y la Prehistoria. Madrid. 1958.